# Microtus nebrodensis
Microtus (Terricola) nebrodensis (норик сицилійський, або норик небродський) — вид гризунів родини Щурові (Arvicolinae), представник підроду Норик (Terricola) триби Arvicolini.

## Поширення
Це ендемік Сицилії. Вид широко розповсюджений по всьому острову і локально вважається шкідником. Здається, він відсутній на схилах Етни. 

## Обґрунтування
Вид відділений від M. savii за філогенетичними показниками. M. savii і M. nebrodensis розділилися в середньо-ранньому плейстоцені (0.6–1.0 Ma). Аналіз морфології першого нижнього моляра підтверджує видовий статус M. nebrodensis.

## Етимологія
Видовий епітет походить від назви гірського хребта на півночі Сицилії — Неброді.